# Compeyre
Compeyre – miejscowość i gmina we Francji, w regionie Oksytania, w departamencie Aveyron. W 2013 roku jej populacja wynosiła 541 mieszkańców. Przez gminę przepływa rzeka Tarn (rzeka).
Urodził tu się dyplomata papieski w Persji abp Hilarion Joseph Montéty Pailhas CM.

## Zabytki
Zabytki w miejscowości posiadające status monument historique:
- gołębnik Lagarde (fr. pigeonnier de Lagarde)